# Dantesymfonie nr. 4
De Russische componist Boris Tisjtsjenko voltooide zijn Dantesymfonie nr. 4 "Purgatorio" in 2003. Het is het vierde deel in zijn Choreosymfonische cyclus Beatrice, dat het verhaal volgt van Dante Alighieri's De goddelijke komedie. 
De symfonie is doorgecomponeerd, maar valt in drie segmenten uiteen:
1. Ante Purgatorio
2. De zeven cirkels van het Purgatorio
3. Aards paradijs.

In tegenstelling tot de eerste drie delen van dit magnum opus van de Russische componist is het werk niet alleen instrumentaal. In deel twee wordt een koor geïntroduceerd, dat de hemelse engelen moet verbeelden. Aan het eind van de symfonie is de stijl van Tisjtsjenko's leermeester Dmitri Sjostakovitsj te horen.
De symfonie ging in première in Sint-Petersburg op 27 maart 2004, Wladimir Verbitsky gaf leiding aan het Sint-Petersburgs Filharmonisch Orkest met bijbehorend koor. Het platenlabel Northern Flowers uit Sint-Petersburg bracht het vervolgens op compact disc, met een wat matige opnamekwaliteit. In 2006 volgde het laatste deel Dantesymfonie nr. 5 "Paradijs".